# Kena (rijeka)
Kena (rus. Кена) je rijeka u Plesetskom rajonu Arhangelske oblasti u Rusiji. Lijevi je pritok Onege. Duga je 39 km, s površinom porječja 8120 km2.  Kena izvire u jezeru Kenozero .
Porječje rijeke Kene pokriva golemo područje u zapadnom dijelu Plesetskog rajona i neka manja područja Onežskog rajona. Glavni pritok jezera Kenozero je Poča, koja istječe iz jezera Počozero. Glavni pritok jezera Počozero je Undoša. Izvor Undoše je jezero Undozero, jedno od najvećih jezera u regiji, a glavni desni pritok je Tokša.
Izvor Kene nalazi se u istočnom dijelu jezera Kenozero, u selu Peršlahta. Nekoliko kilometara u gornjem toku Kene nalazi se u Nacionalnom parku Kenozerski. Rijeka teče u istočnom smjeru. Ušće mu se nalazi između sela Volovo i Voznesenskaja. Cijela dolina Kene je naseljena, s desetak sela smještenih na obje obale rijeke. Na lijevoj obali nalazi se cesta s redovitom autobusnom linijom koja povezuje Nacionalni park Kenozerski s dolinom Onjege i na kraju s Pljeseckom i Kargopoljem.

## Vanjske poveznice
|  | Zajednički poslužitelj ima još gradiva o temi Kena (rijeka) |